# Luis Ibáñez
Luis Ibáñez (Buenos Aires, Argentina, 15 de julio de 1988) es un futbolista argentino. Juega como defensa en el NK Jarun Zagreb de la 3. HNL, tercera división del fútbol croata.

## Trayectoria
En el año 2008 debutó con Boca Juniors y jugó 2 partidos antes de partir hacia el Dinamo Zagreb.
Llegó a Croacia en 2008 y se afianzó como titular y capitán del equipo croata. Allí ganó 5 ligas, 3 copas y 1 Supercopa de Croacia marcando 12 goles en ese país.
En 2010 solicitó la adquisición de la ciudadanía croata, pero no la obtuvo al no llevar en el país el tiempo mínimo requerido.
El 31 de julio se concretó su pase al equipo argentino por un año, sin cargo y con opción de compra por el 100% del pase. Si bien no logró trascendencia por su labor en el equipo, ganó notoriedad al ser expulsado de un local nocturno en Buenos Aires tras una discusión con un hincha calvo, ya que el personal de seguridad del lugar no lo identificó como futbolista.
Luego de su paso en Racing Club volvió al Dinamo.

## Clubes
| Club                          | País                 | Año       |
| ----------------------------- | -------------------- | --------- |
| C. A. Boca Juniors            | Argentina            | 2008      |
| G. N. K. Dinamo Zagreb        | Croacia              | 2008-2015 |
| Racing Club (cedido)          | Argentina            | 2013-2014 |
| Győri ETO                     | Hungría              | 2015      |
| Estrella Roja                 | Serbia               | 2015-2016 |
| Trabzonspor                   | Turquía              | 2016-2019 |
| Kardemir Karabükspor (cedido) | Turquía              | 2017-2018 |
| H. Š. K. Zrinjski Mostar      | Bosnia y Herzegovina | 2019-2021 |
| F. K. Grafičar                | Serbia               | 2021-2023 |
| Jarun                         | Croacia              | 2023-Act. |

## Palmarés

### Títulos nacionales
| Título                  | Club                      | País    | Año     |
| ----------------------- | ------------------------- | ------- | ------- |
| Primera Liga de Croacia | G. N. K. Dinamo Zagreb    | Croacia | 2008-09 |
| Copa de Croacia         | G. N. K. Dinamo Zagreb    | Croacia | 2008-09 |
| Primera Liga de Croacia | G. N. K. Dinamo Zagreb    | Croacia | 2009-10 |
| Supercopa de Croacia    | G. N. K. Dinamo Zagreb    | Croacia | 2010    |
| Primera Liga de Croacia | G. N. K. Dinamo Zagreb    | Croacia | 2010-11 |
| Copa de Croacia         | G. N. K. Dinamo Zagreb    | Croacia | 2010-11 |
| Primera Liga de Croacia | G. N. K. Dinamo Zagreb    | Croacia | 2011-12 |
| Copa de Croacia         | G. N. K. Dinamo Zagreb    | Croacia | 2011-12 |
| Primera Liga de Croacia | G. N. K. Dinamo Zagreb    | Croacia | 2012-13 |
| Supercopa de Croacia    | G. N. K. Dinamo Zagreb    | Croacia | 2013    |
| Superliga de Serbia     | Estrella Roja de Belgrado | Serbia  | 2015-16 |